# Гусейнов, Алекпер Адыгёзал оглы
Алекпер Адыгёзал оглы Гусейнов (азерб. Ələkbər Adıgözəl oğlu Hüseynov; 7 июля 1961, Баку — 2 августа 2007, там же) — азербайджанский актёр театра и кино, кукловод и юморист, заслуженный артист Азербайджана (2000), главный режиссёр Азербайджанского государственного кукольного театра (2006—2007).
С 1988 года Гусейнов был актёром, а впоследствии и режиссёром кукольного театра. Как режиссёр, Гусейнов поставил такие спектакли, как «Птица счастья», «Джик-Джик ханум», «Чудесное представление», «Король», был удостоен премий «Хумай» и «Золотой дервиш». На экране Алекпер Гусейнов известен такими ролями, как Джамиль в телеспектакле «Дитя-несчастье», племянник Сейфуллы в телеспектакле «Человек в зелёных очках», Ровшан Джавадов в фильме «Истина момента» и др.
Алекпер Гусейнов 13 лет был бессменным ведущим и режиссёром популярной в Азербайджане детской передачи «Каждый из нас — один цветок». В 2007 году он был награждён орденом Улыбки. На передаче Гусейнов показывал различные сказочные сценки для детей, рассказывал истории, устраивал игры, пел песни и пр. Благодаря этой передаче Алекпер Гусейнов стал известен в республике как Алекпер Ами (Дядя Алекпер).
В последние годы своей жизни Гусейнов страдал гепатитом C. Он скончался в 2007 году от цирроза печени в возрасте 46 лет.

## Жизнь и творчество

### Детство и юность
Алекпер Адыгёзал оглы Гусейнов родился 7 июля 1961 года в городе Баку в семье машиниста-железнодорожника Адыгёзала Гусейнова родом из Гянджи и врача Ягут Гусейновой. Алекпер был единственным ребёнком в семье. В 6 лет он впервые появился на сцене в дипломной работе своей двоюродной сестры Шаргии Гусейновой — спектакле, посвящённом блокадному Ленинграду. В этот же период он пробовался на роль в фильме «Хлеб поровну».
До восьмого класса Алекпер ничем не отличался от своих сверстников. По словам матери, был тихим ребёнком, часто играл в своей комнате, мастерил модели самолётов, машин, поездов. Родители покупали для Алекпера журнал «Техника молодёжи», откуда мальчик выбирал интересные для себя конструкции, мастерил по ним модели, переписывался с редакцией журнала, а также участвовал в различных мероприятиях для юных техников. Однажды на площади Ленина (ныне — площадь Свободы) состоялся полёт сконструированной им модели самолёта.
В 13—14 лет Алекпер стал больше интересоваться музыкой и танцами, чем техникой. Накопив достаточное количество карманных денег, он купил себе нагару, а затем — гармонь и магнитофон. В школе он участвовал в самодеятельности, стал солистом музыкального кружка, записался на танцы. Через год занятий его учитель танцев дал ему такую характеристику: этот ребёнок — уже профессиональный танцор. Вскоре Алекпер записался в драматический кружок Дворца пионеров имени Юрия Гагарина (ныне — Дворец детей и молодёжи имени Тофика Исмаилова). Здесь он играл главные роли (например, в спектакле «Принц и нищий» Марка Твена). В драмкружке Алекпер оставался до 10 класса. Любимым же его актёром был Гусейнага Садыгов, актёр и ведущий детской передачи «Хоруз баба».
Окончив школу, Алекпер решил стать профессиональным актёром. Несмотря на то, что родители не одобряли его выбор, в 1978 году он поступил в Азербайджанский государственный институт искусств, на факультет «Актёрства драмы и кино». Вступительные экзамены, которые принимали Мехти Мамедов, Рза Тахмасиб, Аламдар Кулизаде и Насир Садыгзаде, Алекпер Гусейнов сдал на «отлично», сыграв этюд, спев песню, станцевав и прочитав стих. В самом институте специальность преподавал ему заслуженный деятель искусств страны Насир Садыгзаде. В 1982 году Гусейнов окончил институт, после чего год прослужил в армии (в 1983 году он ненадолго приезжал домой, чтобы навестить отца, которого сбила машина).

### Работа в театре и кино

Здание Шекинского драматического театра, где начинал свою профессиональную деятельность Гусейнов

После возвращения из армии Гусейнов получил направление на работу в Шекинский государственный драматический театр, где проработал 5 лет. Ещё будучи актёром этого театра, Гусейнов стал проявлять интерес к кукольному театру. Вместе со своим другом, также актёром Шекинского театра Айшадом Мамедовым, он создавал кукол и устраивал небольшие спектакли.
В 1987 году Алекпер Гусейнов вернулся в Баку, а в 1988 году — поступил на работу в Азербайджанский государственный кукольный театр имени Абдуллы Шаика. На сцене кукольного театра Гусейнов выступал в таких ролях, как Курбан («Пери Джаду» Абдуррагима Ахвердова), Сказочник и китайский император («Соловей» Ханса Кристиана Андерсена), Айдын («Сказка чёрного цвета» Надира Бадалова), дирижёр, старик и певец («Тык-тык ханум» Рахмана Ализаде), Лель («Снегурочка» Александра Островского), Лысый («Свадьба Лысого» Рахмана Ализаде) и др.
Алекпер Гусейнов также выступал со своими моноспектаклями и был призёром на различных международных фестивалях кукольного театра в таких странах, как Турция, Иран, Франция, Бельгия, Нидерланды, Германия. Так, с ролью Лысого в спектакле «Свадьба Лысого» он стал лауреатом международного фестиваля в Стамбуле, а с ролями сказочника и императора в спектакле «Соловей» — лауреатом международного фестиваля в Иране и Туркменистане. Помимо актёрской работы в кукольном театре, Гусейнов также подготовил и поставил на сцене этого театра такие пьесы, как «Птица счастья», «Джик-Джик ханум» и «Чудесное представление» на русском языке.

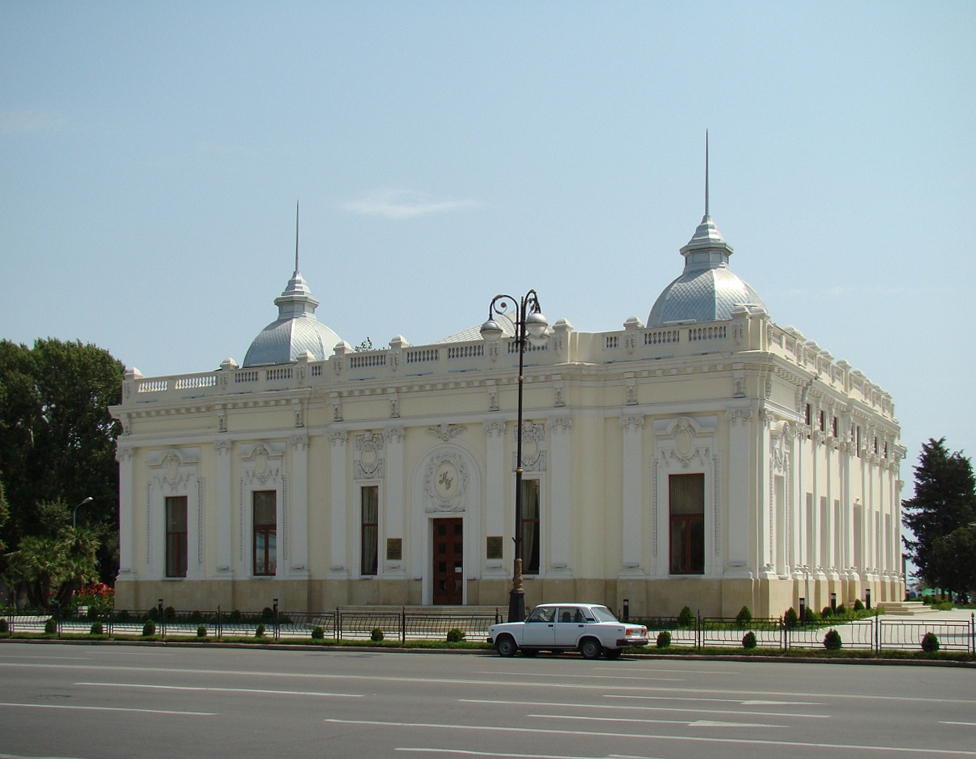
Здание Азербайджанского государственного кукольного театра, где с 1988 по 2007 год работал Алекпер Гусейнов

За свою театральную деятельность Гусейнов был удостоен таких национальных премий в области искусства, как «Хумай» и «Золотой дервиш». Алекпер Гусейнов стал первым, кто стал лауреатом премии «Хумай» за 1993 год в номинации «лучший актёр». Этой награды он удостоился за спектакль «Судьба воробья». В 2002 году получил премию Союза театральных деятелей Азербайджана «Золотой дервиш».
Помимо театра Алекпер Гусейнов играл в фильмах и телеспектаклях, среди которых «Человек в зелёных очках» (1987, реж. Р. Гасаноглу, по пьесе В. Самедоглу), «Признание» (1992, реж. Ш. Алиев), «Пёс» (1994, реж. Т. Тагизаде), «Дитя-несчастье» (1995, реж. Ш. Курбаналиев, по пьесе А. Амирли), «Случайная встреча» (1999, реж. Ш. Алиев), «Человек в зелёных очках 2» (1999), «Человек в зелёных очках 3» (2002), «Истина момента» (2003, реж. Р. Фаталиев).
По словам драматурга Шебнема Хейруллы, телеспектакль «Дитя-несчастье», в котором Гусейнов сыграл главную роль, является одним из самых успешных телеспектаклей, поставленных в годы независимости Азербайджана. К моменту съёмок фильма «Истина момента», повествующего о политических событиях в Азербайджане в 1994—1995 гг., режиссёр Рамиз Фаталиев пригласил Алекпера Гусейнова на роль командира азербайджанского ОПОН Ровшана Джавадова. Гусейнов внешне был похож на Джавадова, а Фаталиев до этого не был знаком с актёром. Из-за того, что Гусейнов был известен в основном своими комедийными ролями, многие актёры были против привлечения его на столь серьёзную роль. Однако Алекпер Гусейнов, получивший образование драматического актёра, успешно сыграл роль.
Указом президента Азербайджана Гейдара Алиева № 414 от 28 октября 2000 года за заслуги в развитии азербайджанской культуры Алекперу Адыгёзал оглы Гусейнову было присвоено звание заслуженного артиста Азербайджана.
В 2006 году Гусейнов был назначен главным режиссёром Азербайджанского государственного кукольного театра. В своём интервью в марте 2007 года Гусейнов заявил, что театр работает над подготовкой нового репертуара. Помимо этого, Гусейнов отправил на Азербайджанское государственное телевидение проект новой детской передачи, название которой он предпочёл пока держать в секрете.
7 июля 2007 года, в свой последний день рождения, Гусейнов поставил на сцене Кукольного театра моноспектакль для детей под названием «Король». По окончании спектакля зрители и коллектив театра поздравили на сцене Гусейнова с днём рождения.

### Алекпер Ами
В 1993 году сотрудница Азербайджанского государственного телевидения (AzTV) Саяра Тагиева пришла на спектакль Кукольного театра. Там она сказала Гусейнову, что хочет пригласить его в качестве ведущего на телепередачу. Несколько месяцев Гусейнов и Тагиева работали на передаче «С неба упали три яблока» (азерб. Göydən üç alma düşdü). Затем ими в редакции детских передач AzTV была создана телепередача «Каждый из нас — один цветок» (азерб. Hər birimiz bir çiçək). Эта передача выходила в эфир каждый месяц без перерывов в течение 13 лет. Ведущим был Алекпер Гусейнов. Спустя некоторое время после создания передача «Каждый из нас — один цветок» стала местом встречи детей с Алекпером Гусейновым, или, как его называли дети, — Алекпером Ами (Дядя Алекпер). На передаче Алекпер Гусейнов показывал различные сказочные сценки для детей, рассказывал истории, устраивал игры, пел песни и пр. Благодаря этой передаче Алекпер Гусейнов стал известен в республике как Алекпер Ами. Сам Гусейнов по этому поводу вспоминал:
Когда я хожу по улице и слышу, как дети зовут меня, говоря «Алекпер Ами, Алекпер Ами», то я испытываю чувство гордости.
На передаче Гусейнова, ещё будучи детьми, впервые выступали ставшие позднее известными такие исполнители, как Эльнур Мамедов, Гисмет Мамедзаде, ашуг Самира Алиева, Беимханым Мирзаева. В одной из рубрик передачи Гусейнов отвёз детей в Гянджу и к озеру Гёйгёль. В то время к озеру никого не подпускали, но для Гусейнова сделали исключение. В Турции Алекпера Гусейнова называли азербайджанским Барышем Манчо.
В 2007 году азербайджанский детский журнал «Джыртдан» и посольство Польши в Азербайджане провели опрос среди детей страны и выяснили, что их самым любимым взрослым является Алекпер Ами. 13 марта 2007 года Алекпер Гусейнов был награждён орденом Улыбки, учреждённым в 1968 году польским журналом «Kurier Polski», который присуждается известным людям, приносящим детям радость. Церемония награждения в сопровождении детского концерта состоялась на сцене Театра песни имени Рашида Бейбутова. Алекпер Гусейнов вошёл в историю как первый азербайджанец, удостоенный этой награды.

### Болезнь и смерть
В 2002 году за несколько дней до поездки на гастроли во Францию (на фестиваль под эгидой Международного союза кукольных театров в Париже) у Алекпера Гусейнова разболелся зуб, что мешало ему во время репетиций. Гусейнов пошёл к своему другу-стоматологу, который удалил больной зуб. Через год у Гусейнова начались недомогания. Сдав анализы крови в нескольких больницах, он выяснил, что заразился гепатитом C. По словам врачей, вирусом он заразился во время удаления зуба. В 2004 году диагноз подтвердили и врачи Москвы, где Гусейнов также проходил обследование. Лечился Гусейов под надзором главного гепатолога республики Намика Алиева. Будучи аллергиком, Гусейнов в последние годы плохо стал переносить болезнь, держал диету.
Предчувствуя скорую кончину, Гусейнов в последние годы жизни усиленно работал, ходил на все концерты и шоу-программы, куда его звали, создавал проекты на телевидении и в театре, вёл программы, ставил спектакли, готовил различные телепередачи.
В июле 2007 года Гусейнов в тяжёлом состоянии с диагнозом цирроз печени был помещён в реанимационное отделение Института инфекционных заболеваний имени Абульфаза Караева. Здесь Алекпер Гусейнов пролежал 20 дней, не мог говорить, а в ночь с 29 по 30 июля артист впал в кому. 31 июля пришедшего в себя Гусейнова родные забрали домой. 2 августа состояние здоровья больного ещё более ухудшилось. В этот же день Алекпер Гусейнов скончался.

## Фильмография
| Год  |     | Русское название          | Оригинальное название | Роль                                   |
| ---- | --- | ------------------------- | --------------------- | -------------------------------------- |
| 1987 | тсп | Человек в зелёных очках   | Yaşıl eynəkli adam    | племянник Сейфуллы                     |
| 1988 | тсп | Матери                    | Analar                | Самед                                  |
| 1992 | ф   | Признание                 | Etiraf                | Фикрет                                 |
| 1994 | ф   | Пёс                       | Köpək                 | повесившийся каторжник                 |
| 1995 | тсп | Дитя-несчастье            | Bala-başa bəla!       | Джамиль                                |
| 1999 | кор | Случайная встреча         | Təsadüfi görüş        | продавец-консультант в магазине одежды |
| 1999 | тсп | Человек в зелёных очках 2 | Yaşıl eynəkli adam 2  | племянник Сейфуллы                     |
| 2002 | тсп | Человек в зелёных очках 3 | Yaşıl eynəkli adam 3  | племянник Сейфуллы                     |
| 2003 | ф   | Истина момента            | Bir anın həqiqəti     | Ровшан Джавадов                        |

## Семья
Алекпер Гусейнов был женат на выпускнице Азербайджанской государственной консерватории (ныне — Бакинская музыкальная академия) Афаг Гусейновой. Будущую пару познакомили их матери, которые вместе работали в Железнодорожной больнице. Афаг Гусейнова преподаёт теорию музыки в музыкальной школе № 8 имени Кара Караева.
В 1990 году у супружеской пары родился сын Джавидан, а в 1998 году — дочь Наргиз. Джавидан Гусейнзаде окончил телережиссёрский факультет Института искусств, полтора года был актёром Кукольного театра, но впоследствии занялся фотографией и стал профессиональным фотографом, поскольку считал, что в театре ему никогда не удастся достичь уровня отца.
Наргиз Гусейнзаде стала заниматься музыкой и окончила Бакинскую музыкальную академию по классу скрипки. Является президентской стипендиаткой.

## Память
В декабре 2011 года на сцене Азербайджанского государственного кукольного театра состоялся вечер памяти в честь 50-летия Алекпера Гусейнова. На мероприятии выступили артисты и друзья Гусейнова, Айшад Мамедов, Афаг Баширгызы, Рамиз Мамедов, Рахман Рахманов.
В 2017 году азербайджанским государственным телеканалом «Культура» был снят документальный фильм «Алекпер Ами детей» (азерб. Uşaqların Ələkbər əmisi) про жизнь и творчество Алекпера Гусейнова.
В 2019 году очередной выпуск программы «Есть привет из прошлого» (азерб. Keçmişdən salam var) на Общественном телевидении Азербайджана был посвящён Алекперу Гусейнову.